# Фрош, Лесли
Ле́сли Фрош (англ. Leslie Frosch) — американская кёрлингистка.
В составе женской сборной США участница четырёх чемпионатов мира (лучший результат — пятое место в 1979). Четырёхкратная чемпионка США среди женщин.
Играла на позиции второго.

## Достижения
- Чемпионат США по кёрлингу среди женщин: золото (1979, 1981, 1983, 1988).

## Команды
| Сезон                                               | Четвёртый    | Третий           | Второй         | Первый       | Турниры                        |
| --------------------------------------------------- | ------------ | ---------------- | -------------- | ------------ | ------------------------------ |
| 1978—79                                             | Нэнси Лэнгли | Долорес Уоллес   | Лесли Фрош     | Нэнси Уоллес | ЧСШАЖ 1979 · ЧМ 1979 (5 место) |
| 1980—81                                             | Нэнси Лэнгли | Кэрол Даль       | Лесли Фрош     | Нэнси Уоллес | ЧСШАЖ 1981 · ЧМ 1981 (8 место) |
| 1982—83                                             | Нэнси Лэнгли | Долорес Кэмпбелл | Нэнси Уоллес   | Лесли Фрош   | ЧСШАЖ 1983 · ЧМ 1983 (8 место) |
| 1987—88                                             | Нэнси Лэнгли | Нэнси Пирсон     | Лесли Фрош     | Мэри Хобсон  | ЧСШАЖ 1988 · ЧМ 1988 (7 место) |
| 2004—05                                             | Нэнси Ричард | Doreen Deaver    | Лесли Фрош     | Miyo Konno   | ЧСШАЖ 2005 (9 место)           |
| 2012—13                                             | Em Good      | Elle LeBeau      | Marissa Wright | Лесли Фрош   | [ 3 ]                          |
| Кёрлинг среди смешанных пар (mixed doubles curling) |              |                  |                |              |                                |
| 2009—10                                             | Лесли Фрош   | David Cornfield  |                |              | ЧСШАСП 2010 (10 место)         |

(скипы выделены полужирным шрифтом)

## Частная жизнь
Её сестра Нэнси Ричард (урожд. Лэнгли) — тоже кёрлингистка, играет в одной команде с Нэнси, они вместе становились чемпионками США и участвовали в чемпионатах мира.